# Rhytidoponera kirghizorum
Rhytidoponera kirghizorum  (лат.) — ископаемый вид муравьёв (Formicidae) рода Rhytidoponera из подсемейства Ectatomminae. Чон-Туз, Кочкорский район, Киргизия, Средняя Азия, миоцен, возраст находки 5—16 млн лет.

## Описание
Длина тела 2,7 мм, длина головы 1,0 мм, длина груди 1,8 мм. Голова удлинённая (на затылочном крае выемка), клипеус длинный.
Вид был впервые описан в 1981 году советским и российским мирмекологом Геннадием Михайловичем Длусским (МГУ, Москва) по отпечаткам из Киргизии. Rhytidoponera kirghizorum это один из нескольких описанных из миоцена Киргизии муравьёв, таких как †Kotshkorkia laticeps.